# Lugubu
Lugubu ist ein Verwaltungsbezirk (englisch Ward) des Distrikts Igunga in der tansanischen Region Tabora.

## Geografie
Lugubu ist ein ländlicher Bezirk im westlichen Teil des zentralen Hochlands von Tansania, etwa 25 Kilometer Luftlinie südlich der Distrikthauptstadt Igunga.  Bei der Volkszählung 2022 lebten 19.946 Menschen in 3023 Haushalten auf einer Fläche von 296 Quadratkilometern.

Der Bezirk grenzt im Nordosten, Osten und im Südosten an die Region Singida und sonst an Bezirke des Distrikts Igunga:
|          | Nguvumoja                                   | Mtoa     |
| Mtunguru | Kompassrose, die auf Nachbargemeinden zeigt | Mtekente |
|          | Itumba                                      | Urughu   |

## Gliederung
Der Bezirk besteht aus drei Gemeinden (swahili Mtaa) mit 16 Orten (Kitongoji):
| Lugubu - Lugubu Kati - Lugubu Magharibi - Lugubu Kusini - Kaselya - Sholomela A - Sholomela B | Imenya - Imenya Mashariki - Imenya Magharibi - Ikoka - Kazamoyo A - Kazamoyo B - Sholomela Kati | Mgazi - Mgazi Shuleni - Migelele - Mwalala - Mwamagili |

## Bildung
Die Itumba Secondary School ist eine staatliche weiterführende Schule, die Tagesschüler bis zur 4. Stufe ausbildet.